# Joan Lluís Pujol i Font
Joan Lluís Pujol i Font   (el Perelló, 7 d'abril de 1901 - Worcester, 16 de febrer de 1963) va ser el primer Secretari General d'Esquerra Republicana de Catalunya.

## Antecedents familiars
Joan Lluís Pujol i Font nasqué al Perelló el 7 d'abril de 1901, fill de Josep Pujol Capsada i de Misericòrdia Font i Martí originaris de Reus. Els seus germans foren Josep, Miquel, Bonaventura, i Montserrat.
El 1908 la família es traslladà al Prat de Llobregat, amb la idea de facilitar els estudis universitaris dels fills.
Els inicis d'aquesta nova etapa foren durs per a la família, ja que el pare heretava l'oposició que el caciquisme conservador local havia practicat envers el metge que ell anava a substituir, però també al fet que pocs mesos després d'aquest trasllat moria la mare. El caràcter animós i el lliurament als seus pacients de Josep Pujol, que els anys següents va tenir una intensa activitat professional, associativa i política local, feren que la família anés remuntant aquesta situació.
El 1914 es casà en segones noces amb Antònia Pallarès i Martí. L'ambient familiar de caràcter nacionalista i d'esquerres marcà la tendència política dels germans Pujol.

## Inquietuds polítiques
El 1918, Joan Lluís, encara sense acabar el batxillerat, ja es preocupava dels afers socials i polítics, produïts per la carestia de la vida i de la confusió política, com podrem veure en unes anotacions al seu Dietari, que parlen de les llargues cues de dones davant de les carboneries demanant carbó, rumors de la revolució a Madrid, els sorolls a tot Espanya a causa de les subsistències o la declaració de l'Estat de Guerra a Barcelona.
A diferència dels seus germans, que cursaren estudis de Medicina o de Farmàcia, en Joan Lluís va fer estudis de Dret. Formà part de les joventuts del Centre Autonomista, entitat que el seu pare havia contribuït a fundar al Prat, i fou redactor de Ressò, la publicació que impulsava el Centre.
A la tardor de 1920, va ser elegit en Joan Lluís Pujol, com un dels dos vocals de la Junta de la Joventut Nacionalista, constituïda per sis persones. La cita Junta era una secció del Centre Autonomista del Prat.
En Joan Lluís Pujol va publicar entre el 1920 i 1921, tres interessants articles sobre aspectes filosòfics de les ideologies polítiques, al periòdic nacionalista pratenc El Ressò amb el títol genèric De re sociològica. El 21 de març de 1921, es va celebrar en el Centre Autonomista del Prat, que en aquesta època estava presidit pel Dr. Josep Pujol, pare d'en Joan Lluís Pujol i Font, una Vetllada necrològica en honor del Dr. Martí Julià i de Mac Seeeney. En Joan Lluís Pujol, va ser un dels oradors que van intervenir en aquesta vetllada, en representació de l'Associació Catalana d'Estudiants, el qual... feu un parlament patriòtic.
També l'11 de setembre de 1921, va tenir lloc en el Centre Autonomista una vetllada commemorativa, en el qual a part de la participació de nois i noies del Pomell de Joventut, que recitaren poemes, van intervenir amb entusiastes parlaments diverses persones, entre els quals el de Joan Lluís Pujol, que ho feu en representació de l'Associació Catalana d'Estudiants.
Es llicencià en dret.
Estudià Dret compatibilitzant-ho amb el treball en una farmàcia i es queda a viure en una pensió de Barcelona.
El 1924 obtingué la llicenciatura per la Universitat de Barcelona i començà a exercir com a advocat en aquesta ciutat.
Es constitueix a Barcelona, el gener de 1928, l'Ateneu República, amb la finalitat de promoure i difondre les idees republicanes i d'esquerra. Joan Lluís és nomenat Secretari.
Una de les seves activitats és la de conferenciant de temes culturals, legals i polítics, en la qual va tenir molt d'èxit.
El 1928 participa com a Secretari en la fundació de Comercial Bonin S.A., corporació manufacturadora de productes farmacèutics, distribució i venda al detall.
Cap al 1929, l'Ajuntament del Prat li va encarregar un dictamen relatiu a l'extracció d'àrids (graves i sorres) del riu Llobregat, per tal de protegir els drets tradicionals dels veïns del Prat.
Fou un membre actiu del Col·legi d'Advocats de Barcelona, participant en molts debats. El març del 1930 participà en la formació del Centre Republicà de Barcelona.

## Activista polític
Entorn de 1930 apareix com a col·laborador del setmanari L'Opinió i com a membre del grup d'intel·lectuals aplegats entorn d'aquesta publicació i que es reunia a l'Ateneu Barcelonès. El mateix any va ser un dels signants del Manifest d'Intel·ligència Republicana, que pretenia aglutinar les forces republicanes, nacionalistes i sindicals.
En el Foment Republicà del districte sèptim se celebrà, el maig de 1930, una reunió preparatòria de la Conferència d'Esquerres Catalanes.
A l'octubre d'aquest mateix any, l'Opinió, revista nacionalista, republicana i d'esquerres, feu una crida per la constitució d'una nova formació política a través d'una Conferència d'Esquerres Catalanes. Joan Lluís, elaborà la declaració de principis de la Conferència, amb Salvador Albert, Lluhí Vallescà i Humbert Torres. El grup de L'Opinió i el Partit Republicà Català liderat per Lluís Companys fou la base d'aquesta iniciativa. Joan Lluís formava part del grup que propugnava la instauració d'una república federal.
Formà part del Comitè Pro Llibertat que exigia el retorn immediat de Francesc Macià i una amnistia política generosa, el setembre de 1930.
El 22 de febrer de 1931, retorna Macià a Catalunya. Joan Lluís i Tomàs van anar amb auto a rebre'l a l'Empalme on ha baixat. Hi havia uns 40 autos.
A partir del retorn a Catalunya de Francesc Macià el febrer de 1931, que es convertí en un símbol de Catalunya que galvanitzava a l'opinió pública, el grup de L'Opinió li va donar el seu suport. Estat Català, el partit de Macià, va adonar-se que una opció solament catalanista no podria triomfar i va dirigir l'opció nacionalista d'esquerres. Joan Lluís fou un convocant del Moviment Unitari d'Esquerres i va ser elegit secretari, amb en Francesc Macià de president.
Va ser membre de la comissió organitzadora de la Conferència d'Esquerres que dugué a la fundació d'Esquerra Republicana de Catalunya, en què fou un dels secretaris de la mesa de l'acte i esdevingué el primer secretari general del partit.
Va ser ponent d'Economia, Finances i Cooperativisme i d'Organització del Congrés. El seu germà Tomàs presideix la ponència de Sanitat, i participà en la d'Estructuració del Partit. Els dos germans col·laboraren en la junta preparatòria dels estatuts.
Tomàs coneix a Macià, a Lluís Companys, a Ventura Gassol, Joaquim Ventalló, etc. A casa seva del carrer Flaquer, es fan diverses reunions preparatòries er a la fundació del nou partit.

## Secretari General d'Esquerra Republicana
El 14 de març, una vegada posades d'acord els tres corrents que participaven en la conferència –grup L'Opinió, nacionalistes i republicans–, es va procedir a la creació d'Esquerra Republicana de Catalunya, sota la presidència de Francesc Macià, de la que Joan Lluís continuà sent secretari.
Va ser candidat d'Esquerra a les eleccions municipals d'abril de 1931, pel districte X de Barcelona, però no aconseguí l'elecció. Poc després, en el procés de reestructuració de la direcció del partit per afrontar la nova situació política -l'èxit electoral, la proclamació de la República i la formació de la Generalitat provisional-, deixà la secretaria general que ocupà Josep Tarradellas.
El 14 d'abril de 1931, a les quinze hores, Joan Lluís Pujol, Secretari del Partit d'Estat Català, telefona al seu pare Josep Pujol i Capsada, alcalde electe de l'ajuntament del Prat de Llobregat, que en unió dels Srs. Companys, Gassol, i altres Regidors electes, s'havien apoderat de l'Ajuntament de la Capital i procedit a proclamar la República; interessant-ne es fes el mateix en aquest poble.
El 15 d'abril, al Prat de Llobregat, es reuní el Comitè Revolucionari, per la Proclamació de la República Catalana, fent constar en acte:
| « | Prat de Llobregat a quinze d'abril de mil nou-cents trenta-un. Siguent les deu hores s'ha constituït al Saló d'Actes d'aquesta Casa Consistorial sota la Presidència del Regidor en funcions de President del Comitè Revolucionari, En Josep Pujol i Capsada, els altres regidors també electes, en la del dia dotze del mes que som, que al marge s'anoten, al objecte de donar compliment a lo disposat en les Instruccions per a la Proclamació de la República Catalana als Ajuntaments de Catalunya, dictades per la presidència de la República Catalana. | » |

## Diputat per Barcelona ciutat
Per decret de 28 d'abril de 1931, es disposà la creació de la Diputació Provisional de la Generalitat de Catalunya. Les principals finalitats assignades a la Diputació eren: nomenar una ponència per a redactar l'avantprojecte de l'Estatut d'Autonomia, intervenir en l'organització de la Generalitat i resoldre els assumptes corrents. En les eleccions del maig de 1931, Joan Lluís, fou un dels 9 diputats elegits per Barcelona ciutat.
La Diputació Provisional de la Generalitat de Catalunya va quedar constituïda per 27 diputats d'Esquerra Republicana, 8 d'Acció Catalana Republicana, 4 d'Unió Socialista de Catalunya, 5 Independents d'Entesa Republicana i 1 radical.
El 13 de juliol es reuní l'Assemblea de la Diputació Provisional per discutir i aprovar la ponència redactada a Núria de l'Estatut d'Autonomia de Catalunya.

## Conferenciant
El gener de 1932 impulsà el setmanari d'Esquerra Fornal, que passà a dirigir i a escriure-hi articles d'opinió, sovint de tema jurídic. El mateix any, passà a ser col·laborador de La Campana de Gràcia, en la seva nova etapa sota la direcció de Joan Puig i Ferreter.
En la seva acció política s'ocupà del progrés dels agricultors, actuant en defensa dels seus drets i participa en debats de la Unió de Rabassaires, sobre la nova llei agrària. Intervingué en diversos actes de propaganda de la Unió de Rabassaires.
A l'Ateneu Santboià de Sant Boi el diputat Joan Lluís va participar en un acte per a la construcció del pantà de Cabrians a l'abril de 1932. El President Macià va presidir l'acte, acompanyat per la senyoreta Montserrat Pujol Font i Josep Pujol Capsada (exalcalde del Prat de Llobregat) i pare de Joan Lluís.
Formà part de la Comissió parlamentària de Justícia i dret. En la seva funció de diputat va tenir problemes amb elements de la FAI.

## Activitat política
És nomenat Cap del Servei de Recaptació de l'Ajuntament de Barcelona el setembre de 1932 i després també Director cap d'Avituallament fins al febrer de 1934.
Actuà en defensa de què la situació de l'aeroport es mantingués al Prat, contra el projecte de situar-lo a Gavà.
Participà en el II Congrés d'Esquerra Catalana de Catalunya.
La Junta Revolucionària del Prat de Llobregat va donar el nom de Francesc Macià a la plaça que abans es deia de la Constitució en homenatge al President. L'alcalde va donar la paraula al tinent d'alcalde Josep Pujol Capsada pels mèrits contrets per aquest en defensa de Catalunya i de la República, el qual elogià la persona de Macià. El Diputat Joan Lluís Pujol i Font intervingué enaltint la figura de l'homenatjat.
A les eleccions generals per al Congrés dels Diputats de 1933, va formar part de la candidatura d'Esquerra -en coalició amb altres forces- per Tarragona, sense obtenir l'elecció, en el context del retrocés electoral dels partits d'esquerra.

## Comissari delegat de Seguretat de la Generalitat a Tarragona
El gener de 1934 va ser Comissari delegat de Seguretat de la Generalitat a Tarragona, cosa que el va obligar a actuar en uns moments de molta conflictivitat i de la necessitat de reforçar l'autoritat dins la llibertat que segueix el Govern. Fou nomenat vocal de la Junta organitzadora del Sometent, depenent de la Conselleria de Governació.

## Activitat jurídica, cultural i política
En els Jocs Florals de 1934, celebrats al Centre Artesà del Prat, va formar part de la presidència, conjuntament amb el Conseller Ventura Gassol, que havia estat mantenidor d'aquests, l'alcalde, Josep Gibert Pascual (ERC), el jutge Municipal, Tomàs Pujol i Font. El mes de maig de 1935, a l'Acadèmia de Jurisprudència i Legislació de Catalunya, «...hi ha hagut unes discussions sobre la ponència de la Junta de Govern relativa a les facultats legislatives del Parlament Català. El distingit advocat i bon amic nostre. J.Ll. Pujol i Font, hi prengué part amb gran encert, essent-ne molt felicitat al final pels coneixements que demostrà amb la seva brillant i encertada intervenció».
Joan Lluís va sortir el dia 16 d'agost de 1935, amb el seu pare, amb l'exprés cap a Madrid per anar després cap a Sevilla i al Puerto de Santa Maria, per visitar al penal a Companys i altres polítics empresonats pels fets d'octubre de 1934. Després de dormir a Puerto de Santa Maria, van anar a veure a Carme Ballester, amiga de Companys i esposa de Comorera i a Roseta. A la tarda van veure a Companys, Lluhí i Comorera. Sense reixes a una habitació amb sillons i sofàs.
Un efecte de tristesa, dolor i ràbia en veure'ls marxar darrere de la reixa. Vaig anar a veure el port i la platja. Tornem a la presó, els veiem a través d'una reixa.
Anem al Castell de Sta. Catalina amb un cotxe. El capità de guàrdia ens nega deixar-nos veure als presos. A precs el vencem. Molta alegria en veure'ns. Ricart, Bosch, Escofet, Sala.
A finals de 1935, es va signar un nou tractat de comerç amb França, relatiu a l'exportació de verdures. Aquest tractat, però, afavoria als valencians en perjudici de l'agricultura catalana, especialment la del Baix Llobregat. Per tractar d'aquesta temàtica es va celebrar convocada per la Federació Agrícola del Llobregat una assemblea, el dia 22 de desembre de 1935, a Sant Feliu del Llobregat. Presidi aquesta reunió entre altres personalitats, en Joan Lluís Pujol i Font, sent aquest un dels oradors que van intervenir en el debat.
El febrer del 1936 es constituí el Congrés Jurídic Català del qual forma part de la secció primera que tenia per objecte Fixar l'abast de l'autonomia legislativa de Catalunya. A l'Acadèmia de Jurisprudència i Legislació de Catalunya va editar, el 1936, les participacions dels acadèmics sobre temes de Dret Públic del curs 1934-35. Entre els acadèmics que destacaren en els seus discursos La Vanguardia cita a Joan Lluís Pujol.
L'any 1936 en Joan Lluís Pujol, tenia el seu despatx al carrer Llúria núm. 116 de Barcelona, tot i que continuava empadronat al Prat de Llobregat.
També participà en el Primer Congrés Jurídic Català del maig de 1936, que es dedicà a debatre sobre l'abast de l'Autonomia de Catalunya i de la reforma del Dret Civil Català. Fou ponent en la comissió que tractà de la delimitació de les competències establerta per l'Estatut de Catalunya i de les facultats que corresponen a la Generalitat i de les que corresponen al poder central. Dintre d'aquesta comissió formà part de la comissió dictaminadora. Va ser President de l'Ateneu Republicà. Formà part del Comitè català pro Estatut gallec, com a representant de l'Ateneu Republicà.

## Cap d'Avituallament de l'Ajuntament de Barcelona
Fou cap d'avituallament de l'Ajuntament de Barcelona i actuà en l'organització dels magatzems de Barcelona al començament de la Guerra, formant part del Comitè Central d'Avituallament que atenia a les cantines, les milícies que operaven al Front i als hospitals.

## Membre del Consolat espanyol a Marsella i s'exilia
Va viure bona part de la Guerra a Marsella, com a membre del consolat espanyol.
Viatjar a l'Havana des de Marsella, on arribà el 01/07/1939. Visqué amb el seu germà Ventura que ja havia emigrat anteriorment. Conjuntament amb ell gestionaren la introducció dels productes farmacèutics dels laboratoris de Comercial Bonnin, del que era soci el seu germà Miquel a Barcelona. Representà a través de Jolfont Agency altres productes. També muntà una agència de publicitat amb uns amics.
Emigrà a Detroit, Michigan, el 1941, d'on passà a Nova York, per la introducció dels productes farmacèutics als EUA, principalment uns autoinjectables que representaven una innovació internacional. Ocupació que sempre compatibilitzà amb els treballs que desenvolupà posteriorment.

## President del Centre Català a Nova York
Col·laborà en publicacions dels centres catalans d'Amèrica, com La Nova Catalunya, editada pel Centre Català de l'Havana, i Veu Catalana, editada a Mèxic i fou president del Centre Català de Nova York.

## Vida a l'exili
Entrà a treballar, el 1942, a la planta de productes farmacèutics de Schering Corporation, a Bloomfield, com a Director de Promocions a la Literatura i del Departament d'Exportació. El mateix any es traslladà a viure a Montclair, New Jersey, per estar més a prop del treball.
Es casà amb Manuela Dolores (Lola) Urrutia Lleó de nacionalitat cubana, el 6 de març de 1943, cosina germana de Manuel Urrutia, el que fou President en els primers 5 mesos de l'era de Fidel Castro a Cuba. Es traslladaren a Newark, New Jersey, on nasqué, el 20 de novembre de 1946, el seu fill Joan Lluís. L'any 1948 aconseguí que l'empresa farmacèutica Strong Coob & Arner, Inc., de Cleveland, Ohio emprengués la fabricació dels autoinjectables, on entrà a treballar d'Export Manager. Aquest fet comportà el canvi de residència a Cleveland Heights, Ohio. Envià al seu fill a Cuba, a casa de la seva cunyada Urrutia, perquè aprengués el castellà. A Cleveland participà en la vida associativa, fou membre de la Junta Directiva de la Cleveland World Trade Association i membre del Bureau of Speakers of Council of World Affairs de Cleveland i Vicepresident del Cleveland Chess Club. El seu fill vivia a Cuba durant la revolució, cosa que els tenia preocupats pel perill que hi havia. La caiguda del tirà Batista, el gener de 1959, els omplí d'alegria. En ser cosins germans del que seria nou president Manuel Urrutia, Joan Lluís fou entrevista per la ràdio i televisió de Cleveland, per explicar la visió que tenia del canvi. Van ser convidats a presenciar l'entrada de Castro a l'Habana, en un avió posat a disposició de personalitats cubanes dels EUA. El poble cubà va rebre a Castro i al seu exèrcit de barbuts, amb emoció i alegria com l'alliberador. L'alegria va durar poc, ja que Urrutia dissentí d'algunes mesures preses per Castro i al cap de cinc mesos va haver d'exiliar-se a l'ambaixada de Veneçuela i després de Mèxic.
En vista de la tensió política creixent van anar a buscar, el 1960, el seu fill a Cuba, que estudiava en un col·legi que seguia el pla nord-americà. Van constatar que la classe mitjana estava decebuda, que el règim havia dividit als cubans. El 1961 la Moore Kirk Laboratories de Worcester, Massachusetts prengué la llicència per fabricar els autoinjectables i el contractés com a Director d'Exportacions. Varen tornar a canviar de domicili ara a Worcester. Va morir a Worcester el 16 de febrer de 1963 d'un atac de cor.